# Fiji Rugby Union
Fiji Rugby Union (FRU) – ogólnokrajowy związek sportowy, działający na terenie Fidżi, posiadający osobowość prawną, będący jedynym prawnym reprezentantem fidżyjskiego rugby 15-osobowego i 7-osobowego, zarówno wśród mężczyzn, jak i kobiet we wszystkich kategoriach wiekowych w kraju i za granicą. Członek World Rugby i Oceania Rugby.
Odpowiedzialny jest za prowadzenie fidżyjskich drużyn narodowych, a także za szkolenie zawodników oraz organizowanie krajowych rozgrywek ligowych.
Rugby pojawiło się na Fidżi w latach osiemdziesiątych XIX wieku – w 1884 roku europejscy i fidżyjscy żołnierze rozegrali pierwszy mecz w Ba. Na początku XX wieku raporty ze spotkań zaczęły ukazywać się w lokalnej prasie, a w 1904 roku zorganizowano pierwsze rozgrywki klubowe. Dziewięć lat później przybyła w celach zarobkowych grupa Nowozelandczyków stworzyła kilka klubów, które jeszcze w tym samym roku uformowały Fiji Rugby Football Union. Pierwsze oficjalne tournée męska reprezentacja odbyła w 1924 roku. Pierwotnie fidżyjscy zawodnicy grali boso, po raz pierwszy w butach wystąpili przeciw New Zealand Māori w 1938 roku, choć i później część zawodników preferowała bez obuwia. Związek zmienił nazwę na obecną w 1963 roku, a rok później reprezentacja po raz pierwszy pojawiła się na spotkaniach w Europie. Od lat siedemdziesiątych reprezentacja Fidżi w rugby 7 mężczyzn jest jedną z dominujących drużyn na świecie dwukrotnie wygrywając Puchar Świata, zaś żeńska kadra rozegrała swój pierwszy mecz w 2006 roku.
FRU skupia trzydzieści sześć związków i stowarzyszeń. Trzynaście z nich znajduje się na Viti Levu, pięć na Vanua Levu, zaś pozostałe na mniejszych wyspach. Członkiem IRB został w 1987 roku będąc zaproszony na inauguracyjny Puchar Świata.